# Berner Chronik

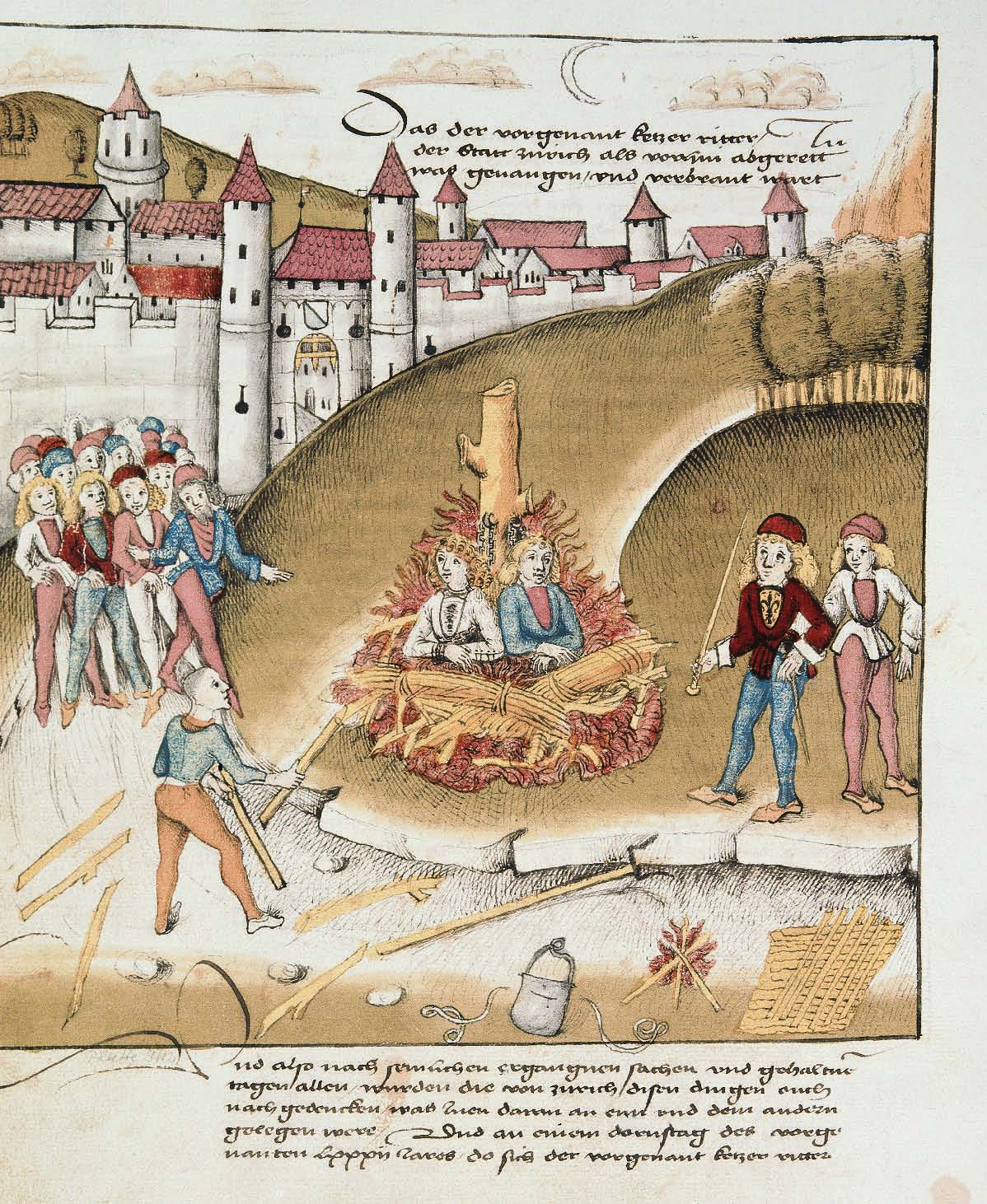
Verbrennung des Ritters von Hohenberg mit seinem Knecht vor Zürich wegen Sodomie

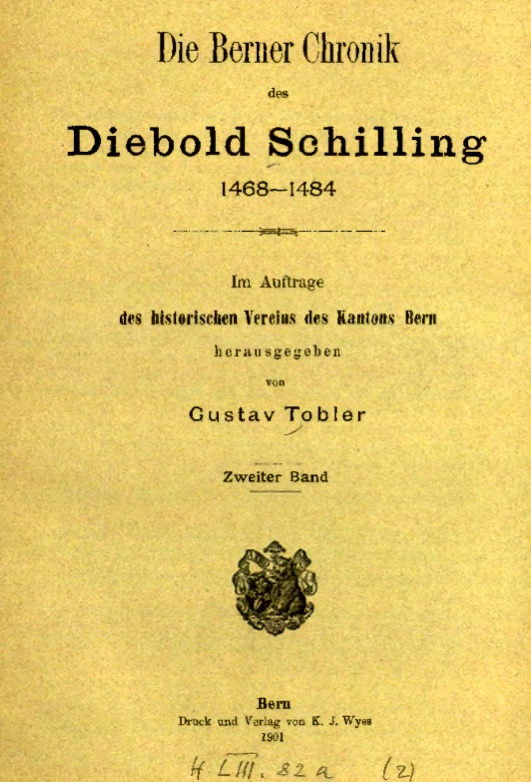
Berner Chronik, herausgegeben von Gustav Tobler

Die Berner Chronik (auch Berner Schilling oder Amtliche Chronik) ist eine von Diebold Schilling dem Älteren verfasste Chronik der Burgunderkriege in der Tradition der Schweizer Bilderchroniken. Sie wurde am 31. Januar 1474 vom Schultheissen Adrian I. von Bubenberg und vom Rat der Stadt Bern in Auftrag gegeben als Bericht von dem anefange, als die stat Bern gestift ist, untz (bis) uff den hüttigen tag. Unter Benützung der 1420 verfassten Stadtchronik Konrad Justingers und Arbeiten von Hans Fründ und  Bendicht Tschachtlan schrieb Schilling bis 1483 die Amtliche Chronik der Stadt Bern. Die beiden ersten Bände decken die Zeit von der Gründung Berns bis 1468 ab, der dritte widmet sich der Burgunderzeit. Sie werden in der Burgerbibliothek Bern aufbewahrt. Der bebilderte Entwurf zum dritten Band der Amtlichen Schillingchronik ist als Grosse Burgunderchronik bekannt. Sie wird in der Zentralbibliothek Zürich aufbewahrt. Die Spiezer Chronik entstand im Anschluss an die Amtliche Chronik und enthält eine gekürzte Textfassung. Berner und Spiezer Schilling enthalten gemeinsam weit über tausend Abbildungen.
Gustav Tobler (1855–1921) veröffentlichte die Berner Chronik 1901 im Auftrag des Historischen Vereins des Kantons Bern.